# Chicago Bulls 2017-2018
La stagione 2017-18 dei Chicago Bulls è stata la 52ª stagione della franchigia nella National Basketball Association (NBA).

## Scelta draft
| Giro | Scelta | Giocatore       | Ruolo | Nazionalità | Università/Squadra |
| ---- | ------ | --------------- | ----- | ----------- | ------------------ |
| 1    | 7      | Lauri Markkanen | AG    | Finlandia   | Arizona            |

Prima dell'inizio del draft, i Bulls erano in possesso della sedicesima e trentottesima scelta, con la seconda scelta acquisita via trade dai Cleveland Cavaliers. Prima del draft, i Bulls hanno ceduto l'All Star Jimmy Butler e la loro sedicesima scelta (il centro Justin Patton uscito da Creighton University) ai Minnesota Timberwolves in cambio di Zach LaVine, Kris Dunn e la settima scelta, l'ala grande/centro finlandese Lauri Markkanen, ex-giocatore degli Arizona Wildcats. La scelta del secondo round, l'ala grande Jordan Bell dell'università dell'Oregon, viene invece mandata ai Golden State Warriors in cambio di 3.5 milioni di dollari.

## Roster
| \| Pos. \| Num. \| Naz. \| Nome \| Altezza \| Peso \| Data nascita \| Provenienza \| \| ---- \| ---- \| ------------------------------------------ \| ---------------------- \| ------- \| ------ \| ------------ \| ------------------------ \| \| P/G \| 15 \| Stati Uniti (bandiera) · Italia (bandiera) \| Arcidiacono, Ryan (TW) \| 191 cm \| 88 kg \| 26-03-1994 \| Villanova \| \| C \| 3 \| Turchia (bandiera) \| Aşık, Ömer \| 213 cm \| 116 kg \| 1986–07–04 \| Turchia \| \| G \| 9 \| Stati Uniti (bandiera) \| Blakeney, Antonio (TW) \| 193 cm \| 89 kg \| 04-10-1996 \| LSU \| \| P \| 32 \| Stati Uniti (bandiera) \| Dunn, Kris \| 193 cm \| 95 kg \| 18-03-1994 \| Providence \| \| AG/C \| 6 \| Brasile (bandiera) \| Felício, Cristiano \| 206 cm \| 127 kg \| 07-07-1992 \| CCSE Prep (CA) \| \| P/G \| 2 \| Stati Uniti (bandiera) \| Grant, Jerian \| 193 cm \| 90 kg \| 09-10-1992 \| Notre Dame \| \| G/AP \| 7 \| Stati Uniti (bandiera) \| Holiday, Justin \| 198 cm \| 84 kg \| 05-04-1989 \| Washington \| \| G \| 0 \| Stati Uniti (bandiera) \| Kilpatrick, Sean \| 193 cm \| 96 kg \| 06-01-1990 \| Cincinnati \| \| G \| 8 \| Stati Uniti (bandiera) \| LaVine, Zach \| 196 cm \| 84 kg \| 10-03-1995 \| UCLA \| \| C \| 42 \| Stati Uniti (bandiera) \| Lopez, Robin \| 213 cm \| 126 kg \| 01-04-1988 \| Stanford \| \| AG \| 24 \| Finlandia (bandiera) \| Markkanen, Lauri \| 213 cm \| 104 kg \| 22-05-1997 \| Arizona \| \| G \| 11 \| Stati Uniti (bandiera) \| Nwaba, David \| 193 cm \| 95 kg \| 14-01-1993 \| Cal Poly San Luis Obispo \| \| P \| 22 \| Stati Uniti (bandiera) \| Payne, Cameron \| 191 cm \| 84 kg \| 08-08-1994 \| Murray State \| \| AG \| 5 \| Stati Uniti (bandiera) \| Portis, Bobby \| 211 cm \| 112 kg \| 10-02-1995 \| Arkansas \| \| G \| 45 \| Stati Uniti (bandiera) \| Valentine, Denzel \| 198 cm \| 98 kg \| 16-11-1993 \| Michigan State \| \| AG \| 30 \| Stati Uniti (bandiera) \| Vonleh, Noah \| 206 cm \| 111 kg \| 04-08-1995 \| Indiana \| \| AP \| 16 \| Germania (bandiera) \| Zipser, Paul \| 203 cm \| 103 kg \| 18-02-1994 \| Germania \| | Allenatore - Fred Hoiberg Assistente/i - Randy Brown - Nate Loenser - Pete Myers - Mike Wilhelm - Jim Boylen Legenda - (C) Capitano - (FA) Free agent - (S) Sospeso - (TW) Contratto Two-way - (GL) Assegnato a squadra G League affiliata - Infortunato Roster • Transazioni · Ultima transazione: 26 marzo 2018 |                                            |                        |         |        |              |                          |
| Pos. | Num. | Naz.                                       | Nome                   | Altezza | Peso   | Data nascita | Provenienza              |
| P/G | 15 | Stati Uniti (bandiera) · Italia (bandiera) | Arcidiacono, Ryan (TW) | 191 cm  | 88 kg  | 26-03-1994   | Villanova                |
| C | 3 | Turchia (bandiera)                         | Aşık, Ömer             | 213 cm  | 116 kg | 1986–07–04   | Turchia                  |
| G | 9 | Stati Uniti (bandiera)                     | Blakeney, Antonio (TW) | 193 cm  | 89 kg  | 04-10-1996   | LSU                      |
| P | 32 | Stati Uniti (bandiera)                     | Dunn, Kris             | 193 cm  | 95 kg  | 18-03-1994   | Providence               |
| AG/C | 6 | Brasile (bandiera)                         | Felício, Cristiano     | 206 cm  | 127 kg | 07-07-1992   | CCSE Prep (CA)           |
| P/G | 2 | Stati Uniti (bandiera)                     | Grant, Jerian          | 193 cm  | 90 kg  | 09-10-1992   | Notre Dame               |
| G/AP | 7 | Stati Uniti (bandiera)                     | Holiday, Justin        | 198 cm  | 84 kg  | 05-04-1989   | Washington               |
| G | 0 | Stati Uniti (bandiera)                     | Kilpatrick, Sean       | 193 cm  | 96 kg  | 06-01-1990   | Cincinnati               |
| G | 8 | Stati Uniti (bandiera)                     | LaVine, Zach           | 196 cm  | 84 kg  | 10-03-1995   | UCLA                     |
| C | 42 | Stati Uniti (bandiera)                     | Lopez, Robin           | 213 cm  | 126 kg | 01-04-1988   | Stanford                 |
| AG | 24 | Finlandia (bandiera)                       | Markkanen, Lauri       | 213 cm  | 104 kg | 22-05-1997   | Arizona                  |
| G | 11 | Stati Uniti (bandiera)                     | Nwaba, David           | 193 cm  | 95 kg  | 14-01-1993   | Cal Poly San Luis Obispo |
| P | 22 | Stati Uniti (bandiera)                     | Payne, Cameron         | 191 cm  | 84 kg  | 08-08-1994   | Murray State             |
| AG | 5 | Stati Uniti (bandiera)                     | Portis, Bobby          | 211 cm  | 112 kg | 10-02-1995   | Arkansas                 |
| G | 45 | Stati Uniti (bandiera)                     | Valentine, Denzel      | 198 cm  | 98 kg  | 16-11-1993   | Michigan State           |
| AG | 30 | Stati Uniti (bandiera)                     | Vonleh, Noah           | 206 cm  | 111 kg | 04-08-1995   | Indiana                  |
| AP | 16 | Germania (bandiera)                        | Zipser, Paul           | 203 cm  | 103 kg | 18-02-1994   | Germania                 |

## Classifiche

### Central Division
| Central Division        | Central Division | Central Division | Central Division | Central Division | Central Division | Central Division | Central Division | Central Division |
| Squadra                 | V                | S                | V%               | PR               | Casa             | Trasf            | Div              | PG               |
| ----------------------- | ---------------- | ---------------- | ---------------- | ---------------- | ---------------- | ---------------- | ---------------- | ---------------- |
| y – Cleveland Cavaliers | 50               | 32               | .610             | 9,0              | 29–12            | 21–20            | 11–5             | 82               |
| x – Indiana Pacers      | 48               | 34               | .585             | 11,0             | 27–14            | 21–20            | 10–6             | 82               |
| x – Milwaukee Bucks     | 44               | 38               | .537             | 15,0             | 25–16            | 19–22            | 6–10             | 82               |
| Detroit Pistons         | 39               | 43               | .476             | 20,0             | 25–16            | 14–27            | 9–7              | 82               |
| Chicago Bulls           | 27               | 55               | .329             | 32,0             | 17–24            | 10–31            | 4–12             | 82               |

### Eastern Conference
| Eastern Conference | Eastern Conference        | Eastern Conference | Eastern Conference | Eastern Conference | Eastern Conference | Eastern Conference |
| #                  | Squadra                   | V                  | S                  | V%                 | PR                 | PG                 |
| ------------------ | ------------------------- | ------------------ | ------------------ | ------------------ | ------------------ | ------------------ |
| 1                  | c – Toronto Raptors *     | 59                 | 23                 | .720               | –                  | 82                 |
| 2                  | x – Boston Celtics        | 55                 | 27                 | .671               | 4,0                | 82                 |
| 3                  | x – Philadelphia 76ers    | 52                 | 30                 | .634               | 7,0                | 82                 |
| 4                  | y – Cleveland Cavaliers * | 50                 | 32                 | .610               | 9,0                | 82                 |
| 5                  | x – Indiana Pacers        | 48                 | 34                 | .585               | 11,0               | 82                 |
| 6                  | y – Miami Heat *          | 44                 | 38                 | .537               | 15,0               | 82                 |
| 7                  | x – Milwaukee Bucks       | 44                 | 38                 | .537               | 15,0               | 82                 |
| 8                  | x – Wash. Wizards         | 43                 | 39                 | .524               | 16,0               | 82                 |
|                    |                           |                    |                    |                    |                    |                    |
| 9                  | Detroit Pistons           | 39                 | 43                 | .476               | 20,0               | 82                 |
| 10                 | Charlotte Hornets         | 36                 | 46                 | .439               | 23,0               | 82                 |
| 11                 | N.Y. Knicks               | 29                 | 53                 | .354               | 30,0               | 82                 |
| 12                 | Brooklyn Nets             | 28                 | 54                 | .341               | 31,0               | 82                 |
| 13                 | Chicago Bulls             | 27                 | 55                 | .329               | 32,0               | 82                 |
| 14                 | Orlando Magic             | 25                 | 57                 | .305               | 34,0               | 82                 |
| 15                 | Atlanta Hawks             | 24                 | 58                 | .293               | 35,0               | 82                 |

## Mercato

### Free agency

#### Prolungamenti contrattuali
| Giocatore         | Contratto firmato              |
| ----------------- | ------------------------------ |
| Cristiano Felício | 4 anni – 32 milioni di dollari |
| Nikola Mirotić    | 2 anni – 27 milioni di dollari |

#### Acquisti
| Giocatore        | Contratto                       | Provenienza         |
| ---------------- | ------------------------------- | ------------------- |
| Justin Holiday   | 2 anni – 9 milioni di dollari   | N.Y. Knicks         |
| Antonio Blakeney | Contratto Two-way               | LSU Tigers          |
| Ryan Arcidiacono | Contratto Two-way               | Austin Spurs        |
| Diamond Stone    | 2 anni – 2.8 milioni di dollari | N.Y. Knicks         |
| Kay Felder       | 1 anno – 1.3 milioni di dollari | Cleveland Cavaliers |

#### Cessioni
| Giocatore               | Motivo                  | Nuova squadra       |
| ----------------------- | ----------------------- | ------------------- |
| Isaiah Canaan           | Rilasciato              | Oklahoma Thunder    |
| Rajon Rondo             | Rilasciato              | N.O. Pelicans       |
| Michael Carter-Williams | Free agent              | Charlotte Hornets   |
| Dwyane Wade             | Rescissione consensuale | Cleveland Cavaliers |
| Quincy Pondexter        | Rilasciato              |                     |
| Tony Allen              | Rilasciato              |                     |

### Scambi
| 22 giugno 2017  | Chicago BullsKris Dunn Zach LaVine Lauri Markkanen – (Settima scelta del draft)                                                                           | Minnesota T'wolvesJimmy Butler Justin Patton – (Sedicesima scelta del draft) |
| 1 febbraio 2018 | Chicago BullsÖmer Aşık Tony Allen Jameer Nelson Scelta 1º giro Draft 2018 (protetta top 5) diritto di scambiare Scelta 2º giro Draft 2021 con New Orleans | N.O. PelicansNikola Mirotić Scelta 2º giro Draft 2018                        |